# 蘇珊·穆巴拉克
蘇珊·穆巴拉克（阿拉伯语：‎，1941年2月28日—），是埃及前任總統穆罕默德·胡斯尼·穆巴拉克的妻子。她在1981年成為埃及第一夫人直至其丈夫在2011年下台。

## 生平
她出生在埃及一個富裕家庭。苏珊的父親是一名埃及儿科醫生，而母親是一名來自英國威尔斯的护士。
1958年，十七岁的她和当时是埃及空军的胡斯尼·穆巴拉克结婚。她婚后诞下两名儿子。结婚十年后，蘇珊·穆巴拉克分别在1977年和1982年取得開羅美國大學的学士学位（政治学）和碩士學位（社会科学）。
成為埃及第一夫人後，她積極參與不同的慈善工作及非牟利機構。穆巴拉克主要关注人口贩卖和家庭问题。她也被视为是对穆巴拉克总统最有影响力的人物之一。2011年埃及革命后，她的丈夫辭職。卸任後，胡斯尼·穆巴拉克被控貪污，被判三年監禁。2017年3月24日，穆巴拉克以年近89歲高齡獲釋，從马亚迪军医院返回開羅北郊的住所。